# Lago Khuvsgul
O lago Khuvsgul, lago Ubsugul, Khuvsgul nuur ou Khövsgöl Nuur (em mongol:  Хөвсгөл нуур, Höwsgöl núr; escrita mongol tradicional:, köbsügül naɣur), também referido como Khövsgöl dalai (Хөвсгөл далай, Höwsgöl dalai; oceano Khövsgöl) ou Dalai Eej (Далай ээж, Dalai éj; mãe oceano) é o maior lago de água doce da Mongólia em volume, e o segundo maior do país em área.

## Geografia

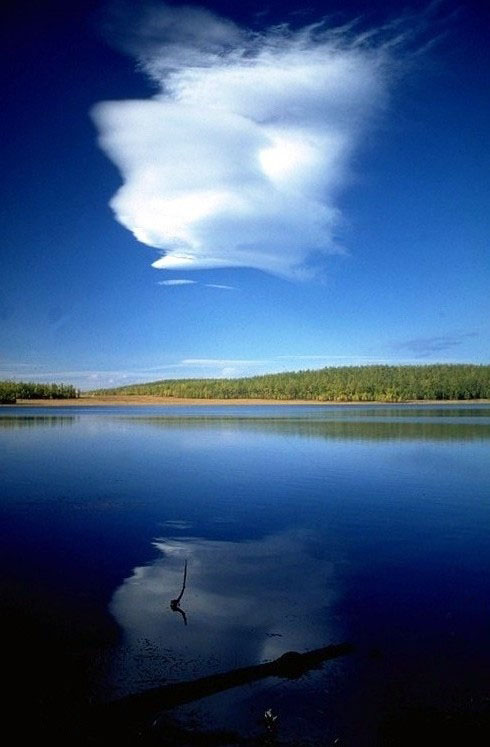
O lago Khövsgöl

O lago situa-se no noroeste da Mongólia perto da fronteira com a Rússia, no sopé da parte oriental das Montanhas Sayan, a 1645 m de altitude. Tem 136 km de comprimento e uma profundidade máxima de 262 m. É o segundo lago de água doce mais volumoso na Ásia e detém quase 70% da água doce da Mongólia e 0,4% de toda a água fresca no mundo. A cidade de Hatgal situa-se no extremo sul do lago.
A sua bacia hidrográfica é relativamente pequena, e tem apenas pequenos rios afluentes. O lago é drenado no extremo sul pelo rio Eg, que se liga ao ao rio Selenga e, finalmente, ao lago Baikal. Entre os dois lagos, a água percorre uma distância superior a 1000 km, e desce 1169 m de desnível. A sua localização no norte da Mongólia forma uma parte dos limites meridionais da grande floresta de taiga da Sibéria, da qual a árvore dominante é o larício-da-sibéria (Larix sibirica).
O lago encontra-se rodeado por várias cadeias montanhosas. A montanha mais alta, atingindo 3492 m de altitude, é o Bürenkhaan/Mönkh Saridag, que tem seu pico a norte do lago exatamente sobre a fronteira russo-mongol. A superfície do lago congela completamente no inverno. A cobertura de gelo no inverno é forte o suficiente para sustentar veículos pesados; rotas de transporte foram instaladas na sua superfície servindo de alternativa para as estradas normais. No entanto, esta prática encontra-se agora proibida para evitar a poluição do lago tanto de vazamentos de petróleo quanto de veículos que atravessam o gelo. Estima-se que cerca de 30 a 40 veículos se tenham afundado no lago ao longo dos anos.

## Importância ecológica

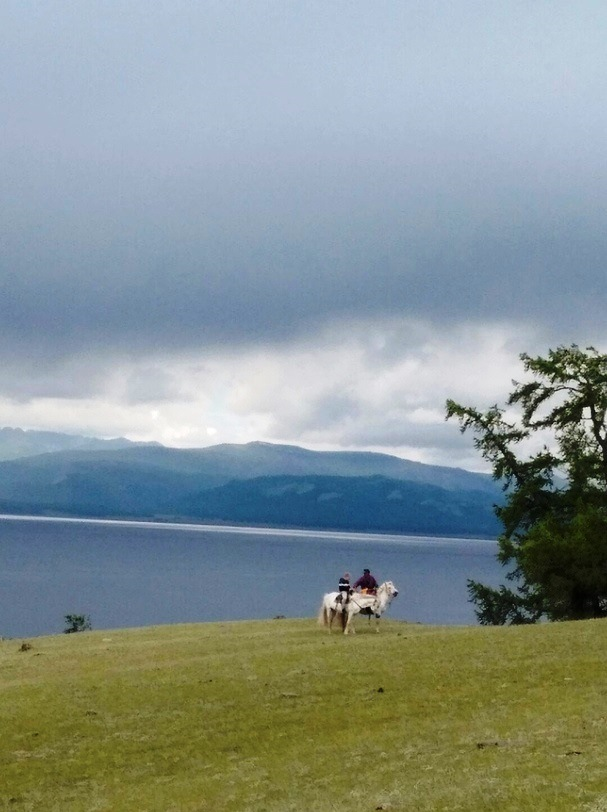
Arats mongóis no lago

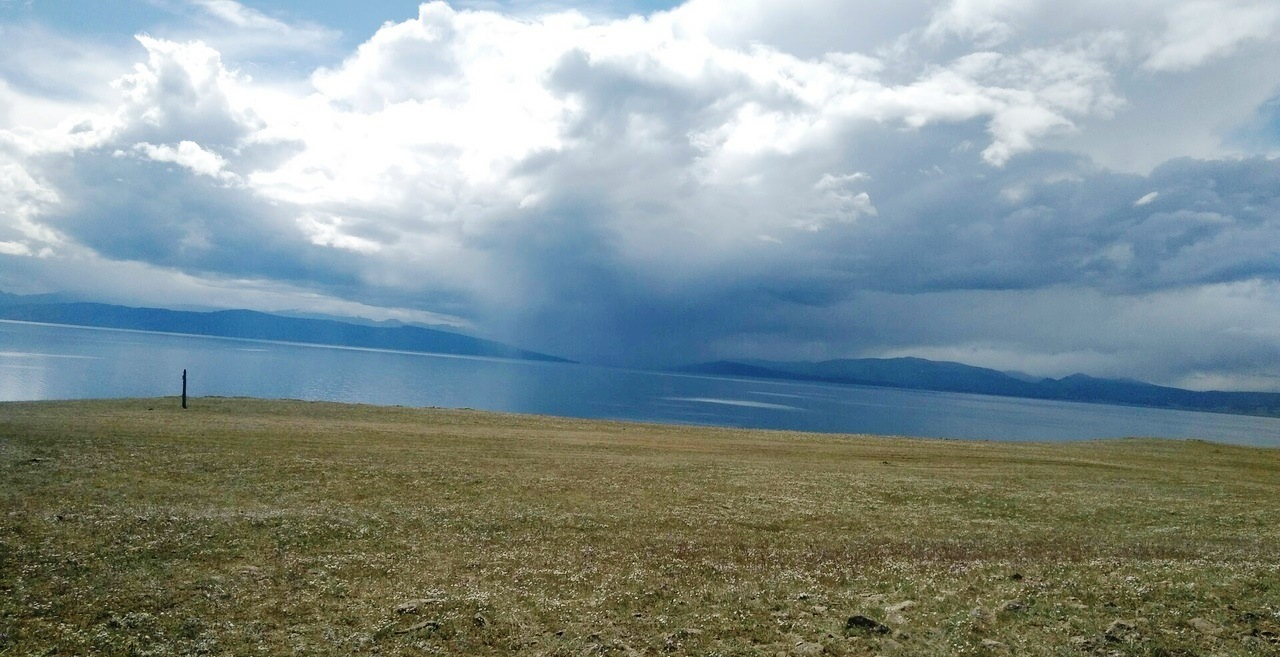
Nuvens chuvosas sobre o lago

O Khuvsgul é um dos 17 lagos antigos do mundo, com mais de 2 milhões de anos, e o mais prístino (além do Lago Vostok, além de ser a reserva de água potável mais significativa da Mongólia. A sua água é potável sem qualquer tratamento. O Khuvsgul é um lago ultraoligotrófico (ou seja, com águas muito pobres em nutrientes e consequentemente com baixa taxa de produção de matéria orgânica) e elevada limpidez de água (profundidades de Secchi superiores a 18 m são comuns). A comunidade de peixes do lago é pobre em espécies em comparação com a do lago Baikal. As espécies de interesse comercial e recreativo incluem a perca-euroasiática (Perca fluviatilis), lota-do-rio (Lota lota), truta-asiática (Brachymystax lenok) e a endémica Thymallus nigrescens, espécie em risco. Embora estivesse em perigo pela caça furtiva durante a sua época de desova, esta última espécie ainda é abundante em grande parte do lago.
A área do lago é um parque nacional maior do que o Parque Nacional de Yellowstone nos Estados Unidos, e é estritamente protegida como uma zona de transição entre as estepes da Ásia Central e a taiga da Sibéria. Apesar do estatuto protegido do lago, a pesca ilegal é comum e as proibições contra a pesca comercial com redes de emalhar raramente são aplicadas. O lago é tradicionalmente considerado sagrado numa terra que sofre de condições áridas, onde a maioria dos lagos são salgados. O parque é o lar de uma variedade de vida selvagem, com espécies como o ibex, argali, veado-vermelho, lobo, glutão, cervo-almiscarado-siberiano, urso-pardo, alce e zibelina.

## Etimologia e transliteração
O nome Khövsgöl provém da língua tuviniana para "lago de água azul" Nuur é a palavra mongol para "lago." Há muitas variantes para a transcrição, dependendo do modo como a letra do alfabeto cirílico "х" é translisterada em "h" ou "kh," ou como o "ө" é transliterado em "ö," "o," ou "u." As transcrições a partir do nome na escrita mongol tradicional, como Hubsugul, Khubsugul, etc. também podem surgir.